# Rama Yade
Mame Ramatoulaye Yade, conhecida simplesmente como Rama Yade (Dakar, Senegal 13 de Dezembro de 1976), é uma política francesa, autora de vários livros. Ela foi Secretária de Direitos Humanos da França de 2007 a 2009 e Secretária de Esportes de 2009 a 2010. Foi Delegada permanente da França na UNESCO de dezembro de 2010 a junho de 2011. Ela ocupou a vice-presidência do partido de centro-direita Partido Radical até 25 de setembro de 2015.
Membro do UMP (Union pour un Mouvement Populaire), Rama foi secretária de Estado dos Negócios Estrangeiros desde de 19 de Junho de 2007 e é responsável também por assuntos relativos aos direitos humanos.  Desde 23 de Junho de 2009 ocupa o cargo de Secretária de Estado do Desporto, no governo de François Fillon .
Filha de mãe professora e pai que, além de professor de História, foi o braço direito e secretário específico do presidente socialista Léopold Sédar Senghor, Rama é de origem étnica léboue e de confissão muçulmana, tendo sido contudo educada em um colégio católico francês, o Jeanne-d'Arc de Colombes (Hauts-de-Seine). Ela é diplomada pelo Instituto de estudos políticos de Paris.
Desde 2012, integra a União dos Democratas Independentes. Assume-se como Conservadora, mas casou-se com um historiador socialista. Atualmente com 39 anos, anunciou a intenção de se candidatar às presidenciais francesas em 2017 e é vista como "combativa" e "carismática", tanto por opositores como por aliados políticos. Há quem a acuse de ter uma agenda própria e de seguir um percurso que apenas ela define. Quando Yade tinha 30 anos admitiu concorrer à câmara de Paris, mas o seu partido (UMP) rejeitou a ideia.
A política é casada com Joseph Zimet, conselheiro no gabinete do Secretário de Estado Jean-Marie Bockel e filho do cantor Yiddish Ben Zime.